# Apinayé
Apinayé  är ett språk i familjen ge-språk som talas i den brasilianska delstaten Tocantins av större delen av de 1529 apinayéer som lever där. Det finns sex byar som talar apinayé.

## Historiska händelser
Under 1800-talets första kvartal såg apinayéerna en ekonomisk tillväxt genom utökad boskapsuppfödning och utvinning av palmolja.

## Ljudlära

### Konsonanter
|                   | Labiala | Alveolara | Palatala | Velara | Glottala |
| ----------------- | ------- | --------- | -------- | ------ | -------- |
| Tonlösa klusiler  | p       | t         | c        | k      | ʔ        |
| Tonande Nasaler   | m       | n         | ɲ        | ŋ      |          |
| Tonande frikativa | v       | r         | z        |        |          |

### Vokaler
|              | Främre     | Främre     | Central / Bakre | Central / Bakre | Central / Bakre | Central / Bakre |
| Ej rundade   | Ej rundade | Ej rundade | Ej rundade      | Rundade         | Rundade         |                 |
| Oral         | Nasal      | Oral       | Nasal           | Oral            | Nasal           |                 |
| ------------ | ---------- | ---------- | --------------- | --------------- | --------------- | --------------- |
| Sluten       | i          | ĩ          | ɯ               | ɯ̃               | u               | ũ               |
| Mellansluten | ɛ          | ɛ̃          | ʌ               | ʌ̃               | ɔ               | ɔ̃               |
| Låg          |            |            | a               | ã               |                 |                 |